# Alexandre-François-Louis Cailler
Alexandre-François-Louis Cailler (Vevey, 9 februari 1866 - Broc, 6 december 1936) was een Zwitsers chocolatier, bestuurder en politicus voor de Vrijzinnig-Democratische Partij (FDP/PRD) uit het kanton Fribourg.

## Biografie

### Chocolatier

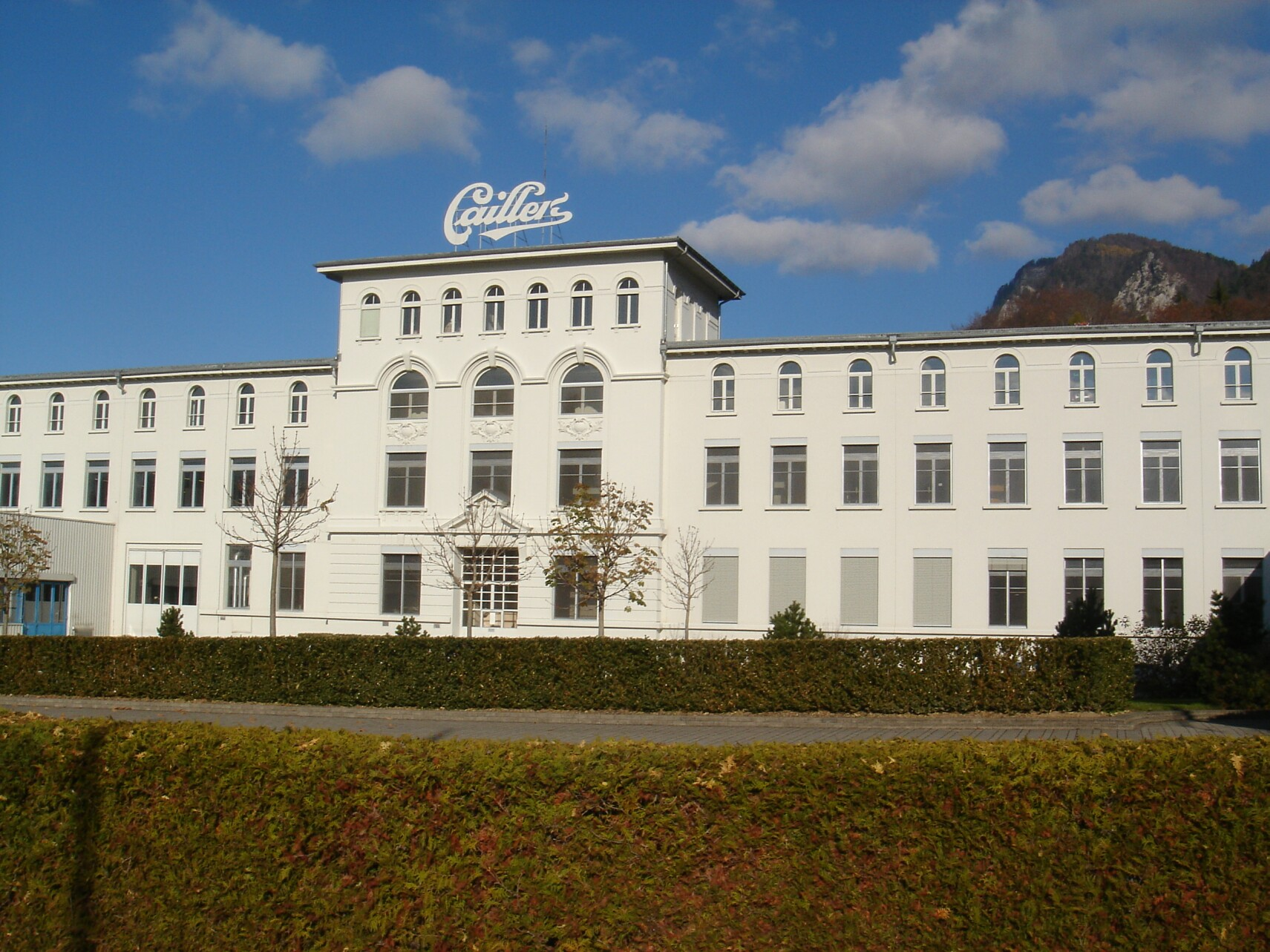
De chocoladefabriek van Broc.

Luchtbeeld van de chocoladefabriek tijdens het Interbellum.

Alexandre-François-Louis Cailler was een kleinzoon van François-Louis Cailler, de oprichter van het chocoladebedrijf Cailler. Zijn vader François-Alexandre Cailler overleed nog voor zijn geboorte, waardoor hij werd grootgebracht door Louis Gétaz, de tweede echtgenoot van zijn moeder, die ook het chocoladebedrijf leidde.
Cailler vatte handelsstudies aan en reisde tussen 1886 en 1887 naar het Duitse Keizerrijk en het Koninkrijk Italië om er het productieproces voor chocolade onder de knie te krijgen. Ook zijn grootvader François-Louis Cailler maakte eerder zulke reis naar het buitenland. In 1887 keerde hij terug naar Zwitserland om er het familiebedrijf over te nemen. Op dat moment telde de fabriek acht arbeiders en twee machines. In de periode 1897-1898 verhuisde men het productieproces naar een nieuwe fabriek in Broc, in het kanton Fribourg. De bouw van de fabriek in Broc zorgde voor een bijzondere economische ontwikkeling in de Gruyèrestreek, terwijl de economie van het kanton Fribourg op dat moment nog vooral een artisanale landbouweconomie was. Deze fabriek bestaat tot op de dag van vandaag.
Snel na deze verhuis naar Broc volgde een snelle groei van het bedrijf, dat 120 werknemers telde in 1898 en 1.400 in 1913. De bouw van nieuwe gebouwen en de verdere mechanisatie van het productieproces maakten het nodig om geld te lenen en het familiebedrijf om te vormen tot een naamloze vennootschap, wat gebeurde in 1900. Enige tijd later, in 1911, nam men het chocoladebedrijf Peter et Kohler over, wat Cailler in staat stelde beter te kunnen concurreren met buitenlandse spelers. Alexandre-François-Louis Cailler werd bestuurder van dit fusiebedrijf Peter, Cailler, Kohler Chocolats Suisses SA, dat was gevestigd in Vevey. Na de Eerste Wereldoorlog en de economische crisis gedurende de jaren 1920 besloot hij in 1928 Cailler te laten opgaan in Nestlé, dat sinds 1911 een belang had in Cailler. Tijdens de crisis van de jaren 1930 wist Cailler in 1932 de sluiting van de fabriek in Broc in volle crisis te vermijden. In 1933 werd hij vicevoorzitter van de raad van bestuur van Nestlé.

### Bestuurder
Naast de bestuursmandaten die Cailler had in het raam van het chocoladebedrijf was hij bovendien lid van de raden van bestuur van de Kantonnale Bank van Fribourg (vanaf 1913), van de Unie van Zwitserse Banken en van het spoorwegbedrijf Chemins de fer électriques de la Gruyère, die een spoorlijn uitbaatte tussen zijn fabriek in Broc en de nabijgelegen stad Bulle, en tevens van verschillende Zwitserse en internationale werkgevers- en industrieverenigingen. Tijdens de Eerste Wereldoorlog was hij ook actief binnen de ravitailleringsdiensten van de federale overheid.

### Politicus
Cailler was ook op politiek vlak actief. Zo was hij van 1887 tot 1893 lid van de gemeenteraad (wetgevende macht) van Vevey. Daar was hij van 1890 tot 1895 ook rechter. Na de oprichting van de fabriek in Broc was hij van 1908 tot 1916 gemeenteraadslid (uitvoerende macht) in deze gemeente. Bij de federale parlementsverkiezingen van 1911 werd Cailler vervolgens verkozen in de Nationale Raad, waar hij zetelde tussen 4 december 1911 en 1 december 1935 en pleitbezorger was voor de grootindustrie en het federalisme. Van 1926 tot zijn overlijden in 1936 was hij bovendien lid van de Grote Raad van Fribourg, maar hier kwam hij slechts zelden tussen in de debatten.